# 감염내과
감염내과(感染內科, infectious diseases, infectology)는 감염병을 다루는 진료과를 의미한다. 감염내과 전문의는 원내감염 환자들 및 외래 감염 환자들을 진찰하고 치료한다.

## 범위
감염내과 전문의들은 일반적으로 다른 진료과의 의사들에게 복잡한 감염병에 대한 고문 역할을 하며, 종종 인간면역결핍 바이러스/후천면역결핍증후군과 같은 면역 결핍 환자들을 직접 관리하기도 한다. 대부분의 감염병들이 특별히 감염내과 전문의의 진료 및 치료를 필요로 하지는 않지만, 증상의 모호함 등으로 인해 감염병 환자를 진단하거나 관리하기 어려운 경우에는 감염내과 전문의들의 조언을 받아 진료가 이루어진다. 열병의 감염원을 밝히기 위한 조언을 해줄수도 있다.
감염내과 전문의들은 또한 병원(hospital, 입원환자)과 진료소(clinic, 외래환자)에서 모두 근무할 수 있다. 병원에서는 감염내과 전문의가 감염원을 파악하기 위해 적합한 진단검사를 제안하여 적기에 진단될 수 있게 하며, 세균 감염을 치료하기 위해 항생제 처방 등 적절한 치료법을 제안한다. 실제로 몇몇 감염병의 경우 감염내과 의사가 치료에 참여함으로써 환자의 예후가 상당히 좋아진다. 감염내과 전문의들은 진료소에서는 후천면역결핍증후군 등 만성 감염 환자에게 장기적 치료를 제공할 수 있다.

## 역사
역사적으로 감염내과는 열대지역이나 아열대지역의 방문자들이 해당 지역에서 걸린 감염병을 관리하던 여행의학, 열대의학과 깊은 관련이 있다.

## 진단
감염을 일으키는 병원체를 식별하는 데 도움이 되는 다양한 검사를 수행한다. 이러한 종류의 검사법으로는 그람 염색, 혈액 배양 검사, 혈청학적 검사, 유전형 분석, 중합효소 연쇄 반응 등이 있다.

## 치료
감염 치료에 도움을 주기 위해 다양한 항생제를 사용한다. 감염원에 따라 처방되는 항미생물제의 종류가 바뀐다. 세균에 의한 감염증을 치료하기 위해서는 항생제를, 바이러스 감염을 치료하기 위해서는 항바이러스제를, 곰팡이 감염을 치료하기 위해서는 항진균제를 사용한다.

## 교육

### 미국
미국에서 감염내과는 내과와 소아과의 하위 구분으로 존재한다. 이에 따라 내과 전문의는 2년 이상의 펠로우십을 거쳐야 하고, 소아과 전문의는 3년 이상의 펠로우십을 실시한다. 이를 마친 후에 별도의 인증 시험을 거쳐 감염내과 전문의 자격을 취득한다. 미국내과의협회(American Board of Internal Medicine, ABIM)와 미국소아과의협회(American Board of Pediatrics, ABIP)가 주최하는 '감염내과의' 자격증 시험을 통과해야 자격이 주어진다. 내과에서는 1972년부터, 소아과에서는 1994년부터 시험을 실시하고 있다.

### 대한민국
대한민국에서도 미국과 마찬가지로 내과와 소아청소년과의 하위 분과로 존재한다. 감염내과 전문의가 2019년을 기준으로 275명 있으며, 매년 평균적으로 17.25명의 의사가 감염내과 전문의가 된다. 그러나 감염내과의 수익이 그리 좋은 편이 아니기 때문에 별도로 감염내과의가 되고자 하는 사람의 수가 부족하며, 이에 따라 다른 분과의 의사들이 감염내과에서도 진료를 겸하여 보는 경우가 많다. 질병관리본부의 경우 2015년 대한민국 중동호흡기증후군 유행 당시 1명의 감염내과 전문의가 있었는데, 대한민국의 코로나19 범유행이 심화되던 2020년 1월 말을 기준으로 한명이 늘어 2명의 감염내과 전문의를 보유한 것으로 알려져 있다.